# 本行寺 (足立区)
本行寺（ほんぎょうじ）は、東京都足立区にある浄土真宗本願寺派の寺院。

## 歴史
1570年（天正8年）、千田七郎宗順によって開山された。千田七郎宗順は本願寺法主顕如の檄に応じて「打倒信長」のため、他の門徒たちとともに大坂に馳せ参じた（石山合戦）。合戦終結後、宗順は故郷の福井に戻り、寺院を創建したのが当寺の起源である。
大正に入り、東京に移住した門徒の教化・布教のために上京、1931年（昭和6年）に東京府南足立郡伊興村（現・東京都足立区）の現在地に移転した。

## 交通アクセス
- 竹ノ塚駅より徒歩15分（経路案内）。